# Patrick Bamford
Patrick James Bamford (Grantham, Inglaterra, Reino Unido, 5 de setiembre de 1993) es un futbolista británico que juega en la posición de delantero en el Leeds United F. C. de la Premier League de Inglaterra. Ha sido internacional con las categorías inferiores de la selección de Inglaterra.

## Trayectoria
En 2012 fue fichado por el Chelsea, aunque no jugó ningún partido con el club. Fue cedido a seis clubes: Derby County, Middlesbrough, Crystal Palace, Norwich City, Burnley F. C. Desde julio de 2018 juega en el Leeds United.

## Selección nacional
El 5 de septiembre de 2021 debutó con la selección de Inglaterra en un encuentro de clasificación para el Mundial 2022 ante Andorra en el cual los ingleses se impusieron por cuatro a cero.

## Estadísticas

### Clubes
Actualizado al último partido disputado el 3 de mayo de 2025.
| Club | Div.          | Temporada     | Liga(1) | Liga(1) | Copas nacionales(2) | Copas nacionales(2) | Copas internacionales | Copas internacionales | Total | Total |
| Club | Div.          | Temporada     | Part.   | Goles   | Part.               | Goles               | Part.                 | Goles                 | Part. | Goles |
| --- | ------------- | ------------- | ------- | ------- | ------------------- | ------------------- | --------------------- | --------------------- | ----- | ----- |
| Nottingham Forest F. C. Inglaterra | 2.ª           | 2011-12       | 2       | 0       | —                   | —                   | —                     | —                     | 2     | 0     |
| Nottingham Forest F. C. Inglaterra | Total club    | Total club    | 2       | 0       | 0                   | 0                   | 0                     | 0                     | 2     | 0     |
| Milton Keynes Dons F. C. Inglaterra | 3.ª           | 2012-13       | 14      | 4       | 0                   | 0                   | —                     | —                     | 14    | 4     |
| Milton Keynes Dons F. C. Inglaterra | 3.ª           | 2013-14       | 23      | 14      | 7                   | 3                   | —                     | —                     | 30    | 17    |
| Milton Keynes Dons F. C. Inglaterra | Total club    | Total club    | 37      | 18      | 7                   | 3                   | 0                     | 0                     | 44    | 21    |
| Derby County F. C. Inglaterra | 2.ª           | 2013-14       | 23      | 8       | —                   | —                   | —                     | —                     | 23    | 8     |
| Derby County F. C. Inglaterra | Total club    | Total club    | 23      | 8       | 0                   | 0                   | 0                     | 0                     | 23    | 8     |
| Middlesbrough F. C. Inglaterra | 2.ª           | 2014-15       | 40      | 17      | 4                   | 2                   | —                     | —                     | 44    | 19    |
| Crystal Palace F. C. Inglaterra | 1.ª           | 2015-16       | 6       | 0       | 3                   | 0                   | —                     | —                     | 9     | 0     |
| Crystal Palace F. C. Inglaterra | Total club    | Total club    | 6       | 0       | 3                   | 0                   | 0                     | 0                     | 9     | 0     |
| Norwich City F. C. Inglaterra | 1.ª           | 2015-16       | 7       | 0       | —                   | —                   | —                     | —                     | 7     | 0     |
| Norwich City F. C. Inglaterra | Total club    | Total club    | 7       | 0       | 0                   | 0                   | 0                     | 0                     | 7     | 0     |
| Burnley F. C. Inglaterra | 1.ª           | 2016-17       | 6       | 0       | —                   | —                   | —                     | —                     | 6     | 0     |
| Burnley F. C. Inglaterra | Total club    | Total club    | 6       | 0       | 0                   | 0                   | 0                     | 0                     | 6     | 0     |
| Middlesbrough F. C. Inglaterra | 1.ª           | 2016-17       | 8       | 1       | 1                   | 0                   | —                     | —                     | 9     | 1     |
| Middlesbrough F. C. Inglaterra | 2.ª           | 2017-18       | 41      | 11      | 3                   | 2                   | —                     | —                     | 44    | 13    |
| Middlesbrough F. C. Inglaterra | Total club    | Total club    | 89      | 29      | 8                   | 4                   | 0                     | 0                     | 97    | 33    |
| Leeds United F. C. Inglaterra | 2.ª           | 2018-19       | 23      | 9       | 2                   | 1                   | —                     | —                     | 25    | 10    |
| Leeds United F. C. Inglaterra | 2.ª           | 2019-20       | 45      | 16      | 2                   | 0                   | —                     | —                     | 47    | 16    |
| Leeds United F. C. Inglaterra | 1.ª           | 2020-21       | 38      | 17      | 0                   | 0                   | —                     | —                     | 38    | 17    |
| Leeds United F. C. Inglaterra | 1.ª           | 2021-22       | 9       | 2       | 1                   | 0                   | —                     | —                     | 10    | 2     |
| Leeds United F. C. Inglaterra | 1.ª           | 2022-23       | 27      | 5       | 3                   | 2                   | —                     | —                     | 30    | 7     |
| Leeds United F. C. Inglaterra | 2.ª           | 2023-24       | 33      | 8       | 3                   | 1                   | —                     | —                     | 36    | 9     |
| Leeds United F. C. Inglaterra | 2.ª           | 2024-25       | 17      | 0       | 1                   | 0                   | —                     | —                     | 18    | 0     |
| Leeds United F. C. Inglaterra | Total club    | Total club    | 192     | 57      | 12                  | 4                   | 0                     | 0                     | 204   | 61    |
| Total carrera | Total carrera | Total carrera | 361     | 112     | 30                  | 11                  | 0                     | 0                     | 391   | 123   |
| (1) Incluye datos de los play-offs de ascenso de la EFL Championship (2) Incluye datos de Football League Trophy, FA Cup y Copa de la Liga |               |               |         |         |                     |                     |                       |                       |       |       |

## Palmarés

### Campeonatos nacionales
| Título           | Club               | País       | Año  |
| ---------------- | ------------------ | ---------- | ---- |
| EFL Championship | Leeds United F. C. | Inglaterra | 2020 |
| EFL Championship | Leeds United F. C. | Inglaterra | 2025 |